# Frank Edward Evans
Frank Edward Evans (ur. 6 września 1923 w Pueblo, Kolorado, zm. 3 czerwca 2010) – amerykański polityk.
W latach 1965–1979 z ramienia Partii Demokratycznej przez siedem dwuletnich kadencji Kongresu Stanów Zjednoczonych reprezentował trzeci okręg wyborczy w stanie Kolorado w Izbie Reprezentantów Stanów Zjednoczonych.